# Kærtrehage
Kærtrehage (Triglochin palustris), ofte skrevet Kær-Trehage, er en græsagtig vildstaude af trehage-slægten og almindeligt forekommende i Danmark, hvor man oftest finder den i moser og engarealer, også ved kysten.  

## Kendetegn
Kær-Trehage er en flerårig, urteagtig plante. Den bliver op til 40 cm høj og har stængler på op til 1 mm i tykkelse. Stænglerne har en løglignende fod og står enkeltvis. Øverst sidder et aks med få blomster, og for neden sidder typisk et par 0,5-2 mm brede blade på stænglen.
Blomsterne er hvide eller lysviolette og 2-3 mm lange. Blomstringen foregår i juni-juli. De bestøves med vinden, og frugterne spredes ligeledes med vinden eller vand. Frugten er en smal, oval spaltefrugt, der er opdelt i tre delfrugter på 6-9 mm.

## Udbredelse
Kær-Trehage er generelt udbredt over den nordlige halvkugle, dvs. i Nordeuropa og Nordamerika (inkl. Grønland), men findes også steder i Sydamerika. 

## Habitat
Den foretrækker lyse, fugtige områder, gerne kalkrige områder med fugt. Disse områder er i tilbagegang i Danmark, og derfor er arten også knap så udbredt, som den tidligere har været.